# Liaodactylus
Liaodactylus es un género extinto representado por una única especie de pterosaurio pterodactiloideo ctenocasmátido, que vivió a finales del período Jurásico, hace aproximadamente entre 160 millones de años, en el Oxfordiense, en lo que hoy es Asia. Como adaptación a su alimentación por filtración, Liaodactylus tenía aproximadamente 150 dientes dispuestos muy juntos entre sí, como si fuera un peine. EsI el ctenocasmátido más antiguo conocido y el primer pterosaurio filtrador conocido de la Formación Tiaojishan. Los ctenocasmátidos más tardíos y especializados difieren de Liaodactylus al tener hocicos más largos, fenestras (aberturas) más pequeñas en el cráneo, y más dientes. Dentro de los Ctenochasmatidae, Liaodactylus estaba más cercanamente relacionado con Ctenochasma de Europa.

## Descubrimiento y denominación

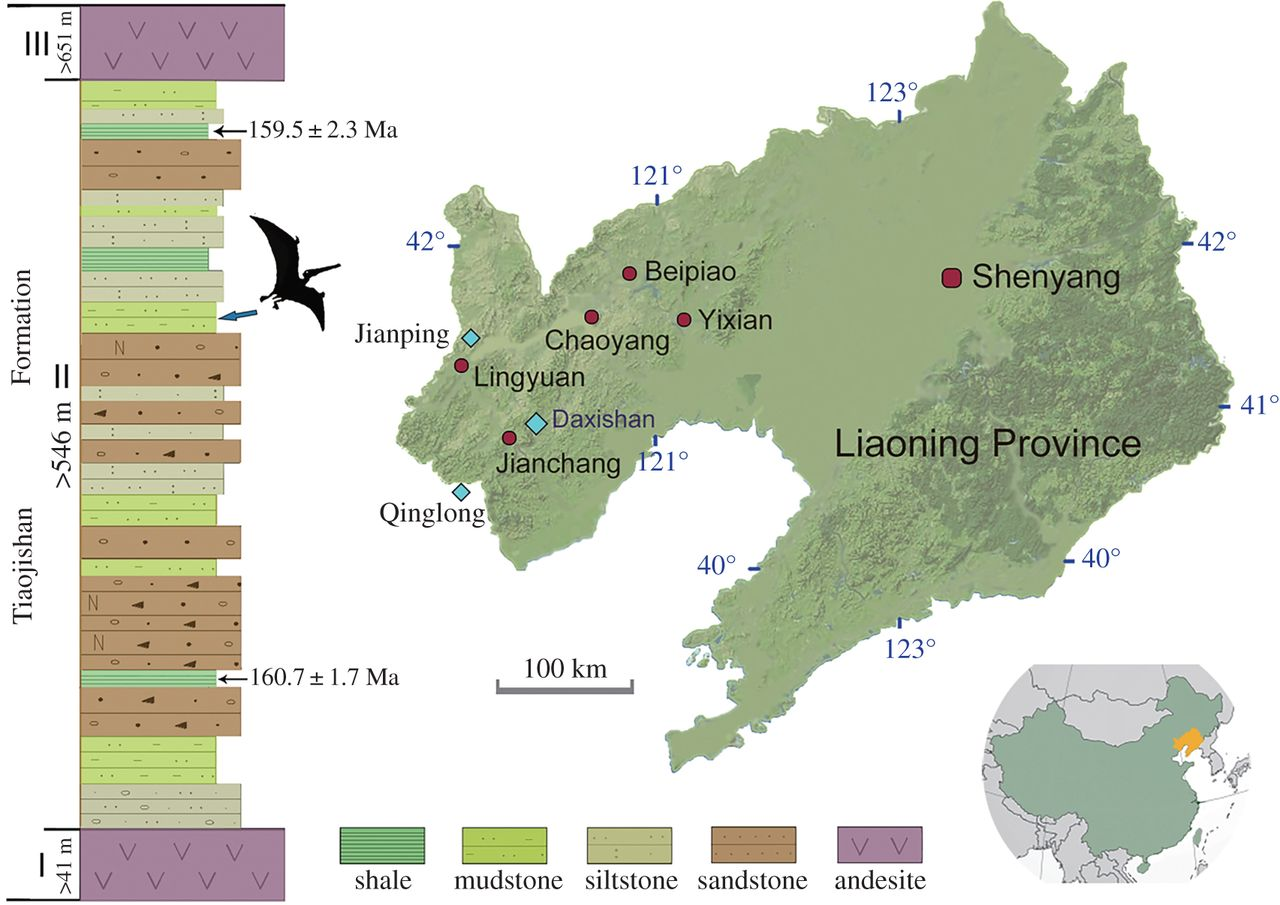
Mapa de la localidad tipo de Liaodactylus, con su posición en la columna estratigráfica.

Solo se conoce un espécimen de Liaodactylus, el holotipo PMOL-AP00031, el cual es alojado en el Museo Paleontológico de Liaoning. Consiste de un cráneo completo con mandíbula, junto con las dos primeras vértebras cervicales. Se encontró en afloramientos localizados a cerca de 500 metros al oeste de la villa de Daxishan, en Jianchang, Liaoning, China. Estos afloramientos son rocas que datan del Jurásico Superior en la Formación Tiaojishan, la cual ha sido datada en el rango de 161.8 ± 0.4 a 159.5 ± 0.6 millones de años (Oxfordiense) basándose en la datación por argón.
Liaodactylus fue descrito en 2017 por Zhou et al. El nombre del género combina el término Liao, un prefijo que es la forma acortada de "Liaoning", con el griego dactylos ("dedo"), el cual es un sufijo comúnmente usado para los pterosaurios. Por su parte, el nombre de la especie, primus deriva del latín, en referencia a la mayor antigüedad de Liaodactylus en relación con otros ctenocasmátidos.

## Descripción

### Hocico, mandíbula y dientes
La cabeza de Liaodactylus es larag y delgada, con una longitud craneana de 13.3 centímetros y una longitud mandibular de 11.7 centímetros. Además de esto, el hocico abarca el 49.1% de la longitud craneana total, y la fenestra nasoanteorbital (la fusión de la narina y la fenestra anteorbital, observada en todos los miembros de Monofenestrata) abarca el 31% de la longitud craneal. En los ctenocasmátidos más derivados, la fenestra nasoanteorbital es mucho más pequeña en relación con el cráneo, con solo el 10-12% de la longitud craneana en Pterodaustro; el hocico es además más largo, abarcando cerca del 85% de la longitud craneana en Pterodaustro. Otra característica más corta que en otros ctenocasmátidos es la sínfisis mandibular, la parte fusionada de las mandúbulas, la cual solo tiene el 30.5% de la longitud mandibular. Morfológicamente, ambos lados del hocico son paralelos (a diferencia de los hocicos terminados en cuchara de Gnathosaurus), la mayor parte de la mandíbula se compone del hueso dentario, y el proceso retroarticualr bien desarrollado está formado por el hueso angular como en otros ctenocasmátidos.
Hay varios dientes en las mandíbulas de Liaodactylus, los cuales tienen forma de aguja, se encuentran muy densamente agrupados (con espacios entre ellos similares) y se proyectan hacia afuera, totalizando unos 152 dientes en sus mandíbulas. Esto supera la cantidad de Gnathosaurus (128-136), es similar a la de Gegepterus (150), pero es mucho menor que la de Ctenochasma (200-552) y Pterodaustro (cerca de un millar). Los dientes se hacen más cortos a medida que se acercan a la zona posterior de la mandíbula, convirtiéndose gradualmente en estructuras cortas parecidas a tachuelas en la última parte de la fila dental; esta corresponde a 1/3 frontal de la fenestra nasoanteorbital, lo cual es inusual entre los ctenocasmátidos (en los cuales los dientes usualmente no continuaban justo bajo la fenestra). El primer diente en el frente de cada mandíbula también era algo corto, con solo la mitad de la longitud del segundo. Los dientes, que pudieron haberse intercalado cuando se cerraba la boca, formaban colectivamente un complejo en forma de peine que pudo usarse para alimentarse por filtración.

### Cara lateral del cráneo y paladar
Comparado con otros ctenocasmátidos, el hueso yugal de Liaodactylus es muy estrecho, especialmente debajo de la órbita ocular. Este se divide en tres ramas: el muy largo y estrecho proceso anterior, el cual forma los dos tercios posteriores del borde inferior de la fenestra nasoanteorbital; el proceso orbital vertical; y en anguloso proceso temporal, el cual es muy largo comparado con el proceso orbital. El hueso se dobla ligeramente de modo que el margen de la mandíbula bajo la órbita ocular se curva. En la zona posterior, el proceso temporal del yugal se había fusionado extensamente con el vecino hueso cuadratoyugal. Más atrás en el cráneo, el hueso cuadrado se articula con el escamosal por sobre la mandíbula; el largo eje en la parte posterior del cuadrado tiene un ángulo muy pronunciado, alcanzando los 160° con el margen mandibular, como en otros ctenocasmátidos. La articulación de la mandíbula se encuentra directamente bajo la órbita ocular.
En la parte posterior del maxilar, el paladar forma una amplia plataforma la cual tiene muescas en su parte posterior, formando parte de la fenestra suborbital. Pequeñas espinas a lo largo de la línea media de la fenestra suborbital forman los huesos palatinos, los cuales contactan con el maxilar. Los huesos ectopterigoides tiene tres salientes; los procesos laterales se cierran en la parte posterior de la fenestra suborbital, los procesos anteriores se unen al proceso de la plataforma palatal, y los procesos posteriores se superponen al hueso pterigoides y forman parte de la fenestra pterigo-ectopterigoidea, la cual está separada de la fenestra suborbital por una barra del pterigoides; la misma barra es observada en Gnathosaurus, aunque es mucho más corta. En cuanto al propio pterigoides, este se expandía a lo largo de la línea media y se proyectaba hacia atrás para conectarse al hueso basiesfenoides y el cuadrado.

### Neurocráneo y vértebras
La parte superior del neurocráneo consiste de la fusión de los huesos frontal y el parietal, los cuales se curvan abruptamente hacia abajo cerca de la parte posterior y producen que el cráneo tenga un aspecto redondeado en su zona posterior. En la parte posterior del cráneo, el basisfenoides es corto, ancho, y en forma de placa, y tiene una muesca ancha en forma de U en su extremo frontal. A cada lado de la muesca se halla un robusto proceso basisfenoides, el cual hace contacto con el pterigoides y el cuadrado. Entre tanto, por el lado posterior el basisfenoides se hace más estrecho y queda superpuesto al hueso basioccipital. En el basioccipital, el cóndilo occipital, el cual se conecta con las vértebras, es esférico; en consecuencia, la cavidad para la espina dorsal, el foramen magnum, queda oculto cuando las vértebras se articulan. Hay una cresta rugosa extendiéndose a lo largo de la línea media del basioccipital, adelante del cóndilo occipital.
En cuanto a las vértebras cervicales, el atlas y el axis están fusionados, aunque con una sutura visible. En frente del atlas hay un pequeño proatlas rudimentario, el cual es simétrico, en forma de placa, y tiene una proyección en el frente. En correspondencia al cóndilo occipital esférico hay una articulación del atlas en forma de copa. El atlas tiene una prominente espina neural, pero la espina neural del axis no está expuesta. En la parte posterior del axis, en el arco neural, se encuentra la postzigapófisis, la cual se hubiera conectado con la siguiente vértebra cervical.

## Clasificación
Zhou et al. asignaron a Liaodactylus a la familia Ctenochasmatidae en 2017 con base en un análisis filogenético. Comparte con otros ctenocasmátidos las proporciones relativas de su altura craneana en el escamosal, su altura craneana en la articulación con la mandíbula y la longitud del hocico al nivel de la fenestra nasoanteorbital; adicionalmente, en términos de características morfológicas, comparte un proceso retroarticular que apunta hacia abajo y hacia atrás. Dentro de los Ctenochasmatidae, se encontró que Liaodactylus era cercano a Ctenochasma, con el que comparte la proporción de la longitud de cráneo y mandíbula y que los dientes apuntan hacia los lados. El árbol filogenético recuperado por el análisis es reproducido a continuación:
|  | Pteranodontia |
|  |               |
|  | Azhdarchoidea |
|  |               |

|  | Gnathosaurinae |
|  |                |
|  | Moganopterinae |
|  |                |

|  | Pterodaustrinii                                              |
|  |                                                              |
|  | \| \| Ctenochasma \| \| \| \| \| \| Liaodactylus \| \| \| \| |
|  |                                                              |
|  | Ctenochasma                                                  |
|  |                                                              |
|  | Liaodactylus                                                 |
|  |                                                              |

|  | Ctenochasma  |
|  |              |
|  | Liaodactylus |
|  |              |

|  | Gnathosaurinae |
|  |                |
|  | Moganopterinae |
|  |                |

|  | Pterodaustrinii                                              |
|  |                                                              |
|  | \| \| Ctenochasma \| \| \| \| \| \| Liaodactylus \| \| \| \| |
|  |                                                              |
|  | Ctenochasma                                                  |
|  |                                                              |
|  | Liaodactylus                                                 |
|  |                                                              |

|  | Ctenochasma  |
|  |              |
|  | Liaodactylus |
|  |              |

|  | Gnathosaurinae |
|  |                |
|  | Moganopterinae |
|  |                |

|  | Pterodaustrinii                                              |
|  |                                                              |
|  | \| \| Ctenochasma \| \| \| \| \| \| Liaodactylus \| \| \| \| |
|  |                                                              |
|  | Ctenochasma                                                  |
|  |                                                              |
|  | Liaodactylus                                                 |
|  |                                                              |

|  | Ctenochasma  |
|  |              |
|  | Liaodactylus |
|  |              |

|  | Gnathosaurinae |
|  |                |
|  | Moganopterinae |
|  |                |

|  | Pterodaustrinii                                              |
|  |                                                              |
|  | \| \| Ctenochasma \| \| \| \| \| \| Liaodactylus \| \| \| \| |
|  |                                                              |
|  | Ctenochasma                                                  |
|  |                                                              |
|  | Liaodactylus                                                 |
|  |                                                              |

|  | Ctenochasma  |
|  |              |
|  | Liaodactylus |
|  |              |

|  | Gnathosaurinae |
|  |                |
|  | Moganopterinae |
|  |                |

|  | Pterodaustrinii                                              |
|  |                                                              |
|  | \| \| Ctenochasma \| \| \| \| \| \| Liaodactylus \| \| \| \| |
|  |                                                              |
|  | Ctenochasma                                                  |
|  |                                                              |
|  | Liaodactylus                                                 |
|  |                                                              |

|  | Ctenochasma  |
|  |              |
|  | Liaodactylus |
|  |              |

|  | Gnathosaurinae |
|  |                |
|  | Moganopterinae |
|  |                |

|  | Pterodaustrinii                                              |
|  |                                                              |
|  | \| \| Ctenochasma \| \| \| \| \| \| Liaodactylus \| \| \| \| |
|  |                                                              |
|  | Ctenochasma                                                  |
|  |                                                              |
|  | Liaodactylus                                                 |
|  |                                                              |

|  | Ctenochasma  |
|  |              |
|  | Liaodactylus |
|  |              |

|  | Gnathosaurinae |
|  |                |
|  | Moganopterinae |
|  |                |

|  | Pterodaustrinii                                              |
|  |                                                              |
|  | \| \| Ctenochasma \| \| \| \| \| \| Liaodactylus \| \| \| \| |
|  |                                                              |
|  | Ctenochasma                                                  |
|  |                                                              |
|  | Liaodactylus                                                 |
|  |                                                              |

|  | Ctenochasma  |
|  |              |
|  | Liaodactylus |
|  |              |

|  | Gnathosaurinae |
|  |                |
|  | Moganopterinae |
|  |                |

|  | Pterodaustrinii                                              |
|  |                                                              |
|  | \| \| Ctenochasma \| \| \| \| \| \| Liaodactylus \| \| \| \| |
|  |                                                              |
|  | Ctenochasma                                                  |
|  |                                                              |
|  | Liaodactylus                                                 |
|  |                                                              |

|  | Ctenochasma  |
|  |              |
|  | Liaodactylus |
|  |              |

|  | Gnathosaurinae |
|  |                |
|  | Moganopterinae |
|  |                |

|  | Pterodaustrinii                                              |
|  |                                                              |
|  | \| \| Ctenochasma \| \| \| \| \| \| Liaodactylus \| \| \| \| |
|  |                                                              |
|  | Ctenochasma                                                  |
|  |                                                              |
|  | Liaodactylus                                                 |
|  |                                                              |

|  | Ctenochasma  |
|  |              |
|  | Liaodactylus |
|  |              |

|  | Gnathosaurinae |
|  |                |
|  | Moganopterinae |
|  |                |

|  | Pterodaustrinii                                              |
|  |                                                              |
|  | \| \| Ctenochasma \| \| \| \| \| \| Liaodactylus \| \| \| \| |
|  |                                                              |
|  | Ctenochasma                                                  |
|  |                                                              |
|  | Liaodactylus                                                 |
|  |                                                              |

|  | Ctenochasma  |
|  |              |
|  | Liaodactylus |
|  |              |

|  | Gnathosaurinae |
|  |                |
|  | Moganopterinae |
|  |                |

|  | Pterodaustrinii                                              |
|  |                                                              |
|  | \| \| Ctenochasma \| \| \| \| \| \| Liaodactylus \| \| \| \| |
|  |                                                              |
|  | Ctenochasma                                                  |
|  |                                                              |
|  | Liaodactylus                                                 |
|  |                                                              |

|  | Ctenochasma  |
|  |              |
|  | Liaodactylus |
|  |              |

|  | Gnathosaurinae |
|  |                |
|  | Moganopterinae |
|  |                |

|  | Pterodaustrinii                                              |
|  |                                                              |
|  | \| \| Ctenochasma \| \| \| \| \| \| Liaodactylus \| \| \| \| |
|  |                                                              |
|  | Ctenochasma                                                  |
|  |                                                              |
|  | Liaodactylus                                                 |
|  |                                                              |

|  | Ctenochasma  |
|  |              |
|  | Liaodactylus |
|  |              |

|  | Gnathosaurinae |
|  |                |
|  | Moganopterinae |
|  |                |

|  | Pterodaustrinii                                              |
|  |                                                              |
|  | \| \| Ctenochasma \| \| \| \| \| \| Liaodactylus \| \| \| \| |
|  |                                                              |
|  | Ctenochasma                                                  |
|  |                                                              |
|  | Liaodactylus                                                 |
|  |                                                              |

|  | Ctenochasma  |
|  |              |
|  | Liaodactylus |
|  |              |

|  | Gnathosaurinae |
|  |                |
|  | Moganopterinae |
|  |                |

|  | Pterodaustrinii                                              |
|  |                                                              |
|  | \| \| Ctenochasma \| \| \| \| \| \| Liaodactylus \| \| \| \| |
|  |                                                              |
|  | Ctenochasma                                                  |
|  |                                                              |
|  | Liaodactylus                                                 |
|  |                                                              |

|  | Ctenochasma  |
|  |              |
|  | Liaodactylus |
|  |              |

|  | Gnathosaurinae |
|  |                |
|  | Moganopterinae |
|  |                |

|  | Pterodaustrinii                                              |
|  |                                                              |
|  | \| \| Ctenochasma \| \| \| \| \| \| Liaodactylus \| \| \| \| |
|  |                                                              |
|  | Ctenochasma                                                  |
|  |                                                              |
|  | Liaodactylus                                                 |
|  |                                                              |

|  | Ctenochasma  |
|  |              |
|  | Liaodactylus |
|  |              |

|  | Gnathosaurinae |
|  |                |
|  | Moganopterinae |
|  |                |

|  | Pterodaustrinii                                              |
|  |                                                              |
|  | \| \| Ctenochasma \| \| \| \| \| \| Liaodactylus \| \| \| \| |
|  |                                                              |
|  | Ctenochasma                                                  |
|  |                                                              |
|  | Liaodactylus                                                 |
|  |                                                              |

|  | Ctenochasma  |
|  |              |
|  | Liaodactylus |
|  |              |

|  | Pteranodontia |
|  |               |
|  | Azhdarchoidea |
|  |               |

|  | Gnathosaurinae |
|  |                |
|  | Moganopterinae |
|  |                |

|  | Pterodaustrinii                                              |
|  |                                                              |
|  | \| \| Ctenochasma \| \| \| \| \| \| Liaodactylus \| \| \| \| |
|  |                                                              |
|  | Ctenochasma                                                  |
|  |                                                              |
|  | Liaodactylus                                                 |
|  |                                                              |

|  | Ctenochasma  |
|  |              |
|  | Liaodactylus |
|  |              |

|  | Gnathosaurinae |
|  |                |
|  | Moganopterinae |
|  |                |

|  | Pterodaustrinii                                              |
|  |                                                              |
|  | \| \| Ctenochasma \| \| \| \| \| \| Liaodactylus \| \| \| \| |
|  |                                                              |
|  | Ctenochasma                                                  |
|  |                                                              |
|  | Liaodactylus                                                 |
|  |                                                              |

|  | Ctenochasma  |
|  |              |
|  | Liaodactylus |
|  |              |

|  | Gnathosaurinae |
|  |                |
|  | Moganopterinae |
|  |                |

|  | Pterodaustrinii                                              |
|  |                                                              |
|  | \| \| Ctenochasma \| \| \| \| \| \| Liaodactylus \| \| \| \| |
|  |                                                              |
|  | Ctenochasma                                                  |
|  |                                                              |
|  | Liaodactylus                                                 |
|  |                                                              |

|  | Ctenochasma  |
|  |              |
|  | Liaodactylus |
|  |              |

|  | Gnathosaurinae |
|  |                |
|  | Moganopterinae |
|  |                |

|  | Pterodaustrinii                                              |
|  |                                                              |
|  | \| \| Ctenochasma \| \| \| \| \| \| Liaodactylus \| \| \| \| |
|  |                                                              |
|  | Ctenochasma                                                  |
|  |                                                              |
|  | Liaodactylus                                                 |
|  |                                                              |

|  | Ctenochasma  |
|  |              |
|  | Liaodactylus |
|  |              |

|  | Gnathosaurinae |
|  |                |
|  | Moganopterinae |
|  |                |

|  | Pterodaustrinii                                              |
|  |                                                              |
|  | \| \| Ctenochasma \| \| \| \| \| \| Liaodactylus \| \| \| \| |
|  |                                                              |
|  | Ctenochasma                                                  |
|  |                                                              |
|  | Liaodactylus                                                 |
|  |                                                              |

|  | Ctenochasma  |
|  |              |
|  | Liaodactylus |
|  |              |

|  | Gnathosaurinae |
|  |                |
|  | Moganopterinae |
|  |                |

|  | Pterodaustrinii                                              |
|  |                                                              |
|  | \| \| Ctenochasma \| \| \| \| \| \| Liaodactylus \| \| \| \| |
|  |                                                              |
|  | Ctenochasma                                                  |
|  |                                                              |
|  | Liaodactylus                                                 |
|  |                                                              |

|  | Ctenochasma  |
|  |              |
|  | Liaodactylus |
|  |              |

|  | Gnathosaurinae |
|  |                |
|  | Moganopterinae |
|  |                |

|  | Pterodaustrinii                                              |
|  |                                                              |
|  | \| \| Ctenochasma \| \| \| \| \| \| Liaodactylus \| \| \| \| |
|  |                                                              |
|  | Ctenochasma                                                  |
|  |                                                              |
|  | Liaodactylus                                                 |
|  |                                                              |

|  | Ctenochasma  |
|  |              |
|  | Liaodactylus |
|  |              |

|  | Gnathosaurinae |
|  |                |
|  | Moganopterinae |
|  |                |

|  | Pterodaustrinii                                              |
|  |                                                              |
|  | \| \| Ctenochasma \| \| \| \| \| \| Liaodactylus \| \| \| \| |
|  |                                                              |
|  | Ctenochasma                                                  |
|  |                                                              |
|  | Liaodactylus                                                 |
|  |                                                              |

|  | Ctenochasma  |
|  |              |
|  | Liaodactylus |
|  |              |

|  | Gnathosaurinae |
|  |                |
|  | Moganopterinae |
|  |                |

|  | Pterodaustrinii                                              |
|  |                                                              |
|  | \| \| Ctenochasma \| \| \| \| \| \| Liaodactylus \| \| \| \| |
|  |                                                              |
|  | Ctenochasma                                                  |
|  |                                                              |
|  | Liaodactylus                                                 |
|  |                                                              |

|  | Ctenochasma  |
|  |              |
|  | Liaodactylus |
|  |              |

|  | Gnathosaurinae |
|  |                |
|  | Moganopterinae |
|  |                |

|  | Pterodaustrinii                                              |
|  |                                                              |
|  | \| \| Ctenochasma \| \| \| \| \| \| Liaodactylus \| \| \| \| |
|  |                                                              |
|  | Ctenochasma                                                  |
|  |                                                              |
|  | Liaodactylus                                                 |
|  |                                                              |

|  | Ctenochasma  |
|  |              |
|  | Liaodactylus |
|  |              |

|  | Gnathosaurinae |
|  |                |
|  | Moganopterinae |
|  |                |

|  | Pterodaustrinii                                              |
|  |                                                              |
|  | \| \| Ctenochasma \| \| \| \| \| \| Liaodactylus \| \| \| \| |
|  |                                                              |
|  | Ctenochasma                                                  |
|  |                                                              |
|  | Liaodactylus                                                 |
|  |                                                              |

|  | Ctenochasma  |
|  |              |
|  | Liaodactylus |
|  |              |

|  | Gnathosaurinae |
|  |                |
|  | Moganopterinae |
|  |                |

|  | Pterodaustrinii                                              |
|  |                                                              |
|  | \| \| Ctenochasma \| \| \| \| \| \| Liaodactylus \| \| \| \| |
|  |                                                              |
|  | Ctenochasma                                                  |
|  |                                                              |
|  | Liaodactylus                                                 |
|  |                                                              |

|  | Ctenochasma  |
|  |              |
|  | Liaodactylus |
|  |              |

|  | Gnathosaurinae |
|  |                |
|  | Moganopterinae |
|  |                |

|  | Pterodaustrinii                                              |
|  |                                                              |
|  | \| \| Ctenochasma \| \| \| \| \| \| Liaodactylus \| \| \| \| |
|  |                                                              |
|  | Ctenochasma                                                  |
|  |                                                              |
|  | Liaodactylus                                                 |
|  |                                                              |

|  | Ctenochasma  |
|  |              |
|  | Liaodactylus |
|  |              |

|  | Gnathosaurinae |
|  |                |
|  | Moganopterinae |
|  |                |

|  | Pterodaustrinii                                              |
|  |                                                              |
|  | \| \| Ctenochasma \| \| \| \| \| \| Liaodactylus \| \| \| \| |
|  |                                                              |
|  | Ctenochasma                                                  |
|  |                                                              |
|  | Liaodactylus                                                 |
|  |                                                              |

|  | Ctenochasma  |
|  |              |
|  | Liaodactylus |
|  |              |

|  | Gnathosaurinae |
|  |                |
|  | Moganopterinae |
|  |                |

|  | Pterodaustrinii                                              |
|  |                                                              |
|  | \| \| Ctenochasma \| \| \| \| \| \| Liaodactylus \| \| \| \| |
|  |                                                              |
|  | Ctenochasma                                                  |
|  |                                                              |
|  | Liaodactylus                                                 |
|  |                                                              |

|  | Ctenochasma  |
|  |              |
|  | Liaodactylus |
|  |              |

|  | Gnathosaurinae |
|  |                |
|  | Moganopterinae |
|  |                |

|  | Pterodaustrinii                                              |
|  |                                                              |
|  | \| \| Ctenochasma \| \| \| \| \| \| Liaodactylus \| \| \| \| |
|  |                                                              |
|  | Ctenochasma                                                  |
|  |                                                              |
|  | Liaodactylus                                                 |
|  |                                                              |

|  | Ctenochasma  |
|  |              |
|  | Liaodactylus |
|  |              |

|  | Pteranodontia |
|  |               |
|  | Azhdarchoidea |
|  |               |

|  | Gnathosaurinae |
|  |                |
|  | Moganopterinae |
|  |                |

|  | Pterodaustrinii                                              |
|  |                                                              |
|  | \| \| Ctenochasma \| \| \| \| \| \| Liaodactylus \| \| \| \| |
|  |                                                              |
|  | Ctenochasma                                                  |
|  |                                                              |
|  | Liaodactylus                                                 |
|  |                                                              |

|  | Ctenochasma  |
|  |              |
|  | Liaodactylus |
|  |              |

|  | Gnathosaurinae |
|  |                |
|  | Moganopterinae |
|  |                |

|  | Pterodaustrinii                                              |
|  |                                                              |
|  | \| \| Ctenochasma \| \| \| \| \| \| Liaodactylus \| \| \| \| |
|  |                                                              |
|  | Ctenochasma                                                  |
|  |                                                              |
|  | Liaodactylus                                                 |
|  |                                                              |

|  | Ctenochasma  |
|  |              |
|  | Liaodactylus |
|  |              |

|  | Gnathosaurinae |
|  |                |
|  | Moganopterinae |
|  |                |

|  | Pterodaustrinii                                              |
|  |                                                              |
|  | \| \| Ctenochasma \| \| \| \| \| \| Liaodactylus \| \| \| \| |
|  |                                                              |
|  | Ctenochasma                                                  |
|  |                                                              |
|  | Liaodactylus                                                 |
|  |                                                              |

|  | Ctenochasma  |
|  |              |
|  | Liaodactylus |
|  |              |

|  | Gnathosaurinae |
|  |                |
|  | Moganopterinae |
|  |                |

|  | Pterodaustrinii                                              |
|  |                                                              |
|  | \| \| Ctenochasma \| \| \| \| \| \| Liaodactylus \| \| \| \| |
|  |                                                              |
|  | Ctenochasma                                                  |
|  |                                                              |
|  | Liaodactylus                                                 |
|  |                                                              |

|  | Ctenochasma  |
|  |              |
|  | Liaodactylus |
|  |              |

|  | Gnathosaurinae |
|  |                |
|  | Moganopterinae |
|  |                |

|  | Pterodaustrinii                                              |
|  |                                                              |
|  | \| \| Ctenochasma \| \| \| \| \| \| Liaodactylus \| \| \| \| |
|  |                                                              |
|  | Ctenochasma                                                  |
|  |                                                              |
|  | Liaodactylus                                                 |
|  |                                                              |

|  | Ctenochasma  |
|  |              |
|  | Liaodactylus |
|  |              |

|  | Gnathosaurinae |
|  |                |
|  | Moganopterinae |
|  |                |

|  | Pterodaustrinii                                              |
|  |                                                              |
|  | \| \| Ctenochasma \| \| \| \| \| \| Liaodactylus \| \| \| \| |
|  |                                                              |
|  | Ctenochasma                                                  |
|  |                                                              |
|  | Liaodactylus                                                 |
|  |                                                              |

|  | Ctenochasma  |
|  |              |
|  | Liaodactylus |
|  |              |

|  | Gnathosaurinae |
|  |                |
|  | Moganopterinae |
|  |                |

|  | Pterodaustrinii                                              |
|  |                                                              |
|  | \| \| Ctenochasma \| \| \| \| \| \| Liaodactylus \| \| \| \| |
|  |                                                              |
|  | Ctenochasma                                                  |
|  |                                                              |
|  | Liaodactylus                                                 |
|  |                                                              |

|  | Ctenochasma  |
|  |              |
|  | Liaodactylus |
|  |              |

|  | Gnathosaurinae |
|  |                |
|  | Moganopterinae |
|  |                |

|  | Pterodaustrinii                                              |
|  |                                                              |
|  | \| \| Ctenochasma \| \| \| \| \| \| Liaodactylus \| \| \| \| |
|  |                                                              |
|  | Ctenochasma                                                  |
|  |                                                              |
|  | Liaodactylus                                                 |
|  |                                                              |

|  | Ctenochasma  |
|  |              |
|  | Liaodactylus |
|  |              |

|  | Gnathosaurinae |
|  |                |
|  | Moganopterinae |
|  |                |

|  | Pterodaustrinii                                              |
|  |                                                              |
|  | \| \| Ctenochasma \| \| \| \| \| \| Liaodactylus \| \| \| \| |
|  |                                                              |
|  | Ctenochasma                                                  |
|  |                                                              |
|  | Liaodactylus                                                 |
|  |                                                              |

|  | Ctenochasma  |
|  |              |
|  | Liaodactylus |
|  |              |

|  | Gnathosaurinae |
|  |                |
|  | Moganopterinae |
|  |                |

|  | Pterodaustrinii                                              |
|  |                                                              |
|  | \| \| Ctenochasma \| \| \| \| \| \| Liaodactylus \| \| \| \| |
|  |                                                              |
|  | Ctenochasma                                                  |
|  |                                                              |
|  | Liaodactylus                                                 |
|  |                                                              |

|  | Ctenochasma  |
|  |              |
|  | Liaodactylus |
|  |              |

|  | Gnathosaurinae |
|  |                |
|  | Moganopterinae |
|  |                |

|  | Pterodaustrinii                                              |
|  |                                                              |
|  | \| \| Ctenochasma \| \| \| \| \| \| Liaodactylus \| \| \| \| |
|  |                                                              |
|  | Ctenochasma                                                  |
|  |                                                              |
|  | Liaodactylus                                                 |
|  |                                                              |

|  | Ctenochasma  |
|  |              |
|  | Liaodactylus |
|  |              |

|  | Gnathosaurinae |
|  |                |
|  | Moganopterinae |
|  |                |

|  | Pterodaustrinii                                              |
|  |                                                              |
|  | \| \| Ctenochasma \| \| \| \| \| \| Liaodactylus \| \| \| \| |
|  |                                                              |
|  | Ctenochasma                                                  |
|  |                                                              |
|  | Liaodactylus                                                 |
|  |                                                              |

|  | Ctenochasma  |
|  |              |
|  | Liaodactylus |
|  |              |

|  | Gnathosaurinae |
|  |                |
|  | Moganopterinae |
|  |                |

|  | Pterodaustrinii                                              |
|  |                                                              |
|  | \| \| Ctenochasma \| \| \| \| \| \| Liaodactylus \| \| \| \| |
|  |                                                              |
|  | Ctenochasma                                                  |
|  |                                                              |
|  | Liaodactylus                                                 |
|  |                                                              |

|  | Ctenochasma  |
|  |              |
|  | Liaodactylus |
|  |              |

|  | Gnathosaurinae |
|  |                |
|  | Moganopterinae |
|  |                |

|  | Pterodaustrinii                                              |
|  |                                                              |
|  | \| \| Ctenochasma \| \| \| \| \| \| Liaodactylus \| \| \| \| |
|  |                                                              |
|  | Ctenochasma                                                  |
|  |                                                              |
|  | Liaodactylus                                                 |
|  |                                                              |

|  | Ctenochasma  |
|  |              |
|  | Liaodactylus |
|  |              |

|  | Gnathosaurinae |
|  |                |
|  | Moganopterinae |
|  |                |

|  | Pterodaustrinii                                              |
|  |                                                              |
|  | \| \| Ctenochasma \| \| \| \| \| \| Liaodactylus \| \| \| \| |
|  |                                                              |
|  | Ctenochasma                                                  |
|  |                                                              |
|  | Liaodactylus                                                 |
|  |                                                              |

|  | Ctenochasma  |
|  |              |
|  | Liaodactylus |
|  |              |

|  | Gnathosaurinae |
|  |                |
|  | Moganopterinae |
|  |                |

|  | Pterodaustrinii                                              |
|  |                                                              |
|  | \| \| Ctenochasma \| \| \| \| \| \| Liaodactylus \| \| \| \| |
|  |                                                              |
|  | Ctenochasma                                                  |
|  |                                                              |
|  | Liaodactylus                                                 |
|  |                                                              |

|  | Ctenochasma  |
|  |              |
|  | Liaodactylus |
|  |              |

|  | Pteranodontia |
|  |               |
|  | Azhdarchoidea |
|  |               |

|  | Gnathosaurinae |
|  |                |
|  | Moganopterinae |
|  |                |

|  | Pterodaustrinii                                              |
|  |                                                              |
|  | \| \| Ctenochasma \| \| \| \| \| \| Liaodactylus \| \| \| \| |
|  |                                                              |
|  | Ctenochasma                                                  |
|  |                                                              |
|  | Liaodactylus                                                 |
|  |                                                              |

|  | Ctenochasma  |
|  |              |
|  | Liaodactylus |
|  |              |

|  | Gnathosaurinae |
|  |                |
|  | Moganopterinae |
|  |                |

|  | Pterodaustrinii                                              |
|  |                                                              |
|  | \| \| Ctenochasma \| \| \| \| \| \| Liaodactylus \| \| \| \| |
|  |                                                              |
|  | Ctenochasma                                                  |
|  |                                                              |
|  | Liaodactylus                                                 |
|  |                                                              |

|  | Ctenochasma  |
|  |              |
|  | Liaodactylus |
|  |              |

|  | Gnathosaurinae |
|  |                |
|  | Moganopterinae |
|  |                |

|  | Pterodaustrinii                                              |
|  |                                                              |
|  | \| \| Ctenochasma \| \| \| \| \| \| Liaodactylus \| \| \| \| |
|  |                                                              |
|  | Ctenochasma                                                  |
|  |                                                              |
|  | Liaodactylus                                                 |
|  |                                                              |

|  | Ctenochasma  |
|  |              |
|  | Liaodactylus |
|  |              |

|  | Gnathosaurinae |
|  |                |
|  | Moganopterinae |
|  |                |

|  | Pterodaustrinii                                              |
|  |                                                              |
|  | \| \| Ctenochasma \| \| \| \| \| \| Liaodactylus \| \| \| \| |
|  |                                                              |
|  | Ctenochasma                                                  |
|  |                                                              |
|  | Liaodactylus                                                 |
|  |                                                              |

|  | Ctenochasma  |
|  |              |
|  | Liaodactylus |
|  |              |

|  | Gnathosaurinae |
|  |                |
|  | Moganopterinae |
|  |                |

|  | Pterodaustrinii                                              |
|  |                                                              |
|  | \| \| Ctenochasma \| \| \| \| \| \| Liaodactylus \| \| \| \| |
|  |                                                              |
|  | Ctenochasma                                                  |
|  |                                                              |
|  | Liaodactylus                                                 |
|  |                                                              |

|  | Ctenochasma  |
|  |              |
|  | Liaodactylus |
|  |              |

|  | Gnathosaurinae |
|  |                |
|  | Moganopterinae |
|  |                |

|  | Pterodaustrinii                                              |
|  |                                                              |
|  | \| \| Ctenochasma \| \| \| \| \| \| Liaodactylus \| \| \| \| |
|  |                                                              |
|  | Ctenochasma                                                  |
|  |                                                              |
|  | Liaodactylus                                                 |
|  |                                                              |

|  | Ctenochasma  |
|  |              |
|  | Liaodactylus |
|  |              |

|  | Gnathosaurinae |
|  |                |
|  | Moganopterinae |
|  |                |

|  | Pterodaustrinii                                              |
|  |                                                              |
|  | \| \| Ctenochasma \| \| \| \| \| \| Liaodactylus \| \| \| \| |
|  |                                                              |
|  | Ctenochasma                                                  |
|  |                                                              |
|  | Liaodactylus                                                 |
|  |                                                              |

|  | Ctenochasma  |
|  |              |
|  | Liaodactylus |
|  |              |

|  | Gnathosaurinae |
|  |                |
|  | Moganopterinae |
|  |                |

|  | Pterodaustrinii                                              |
|  |                                                              |
|  | \| \| Ctenochasma \| \| \| \| \| \| Liaodactylus \| \| \| \| |
|  |                                                              |
|  | Ctenochasma                                                  |
|  |                                                              |
|  | Liaodactylus                                                 |
|  |                                                              |

|  | Ctenochasma  |
|  |              |
|  | Liaodactylus |
|  |              |

|  | Gnathosaurinae |
|  |                |
|  | Moganopterinae |
|  |                |

|  | Pterodaustrinii                                              |
|  |                                                              |
|  | \| \| Ctenochasma \| \| \| \| \| \| Liaodactylus \| \| \| \| |
|  |                                                              |
|  | Ctenochasma                                                  |
|  |                                                              |
|  | Liaodactylus                                                 |
|  |                                                              |

|  | Ctenochasma  |
|  |              |
|  | Liaodactylus |
|  |              |

|  | Gnathosaurinae |
|  |                |
|  | Moganopterinae |
|  |                |

|  | Pterodaustrinii                                              |
|  |                                                              |
|  | \| \| Ctenochasma \| \| \| \| \| \| Liaodactylus \| \| \| \| |
|  |                                                              |
|  | Ctenochasma                                                  |
|  |                                                              |
|  | Liaodactylus                                                 |
|  |                                                              |

|  | Ctenochasma  |
|  |              |
|  | Liaodactylus |
|  |              |

|  | Gnathosaurinae |
|  |                |
|  | Moganopterinae |
|  |                |

|  | Pterodaustrinii                                              |
|  |                                                              |
|  | \| \| Ctenochasma \| \| \| \| \| \| Liaodactylus \| \| \| \| |
|  |                                                              |
|  | Ctenochasma                                                  |
|  |                                                              |
|  | Liaodactylus                                                 |
|  |                                                              |

|  | Ctenochasma  |
|  |              |
|  | Liaodactylus |
|  |              |

|  | Gnathosaurinae |
|  |                |
|  | Moganopterinae |
|  |                |

|  | Pterodaustrinii                                              |
|  |                                                              |
|  | \| \| Ctenochasma \| \| \| \| \| \| Liaodactylus \| \| \| \| |
|  |                                                              |
|  | Ctenochasma                                                  |
|  |                                                              |
|  | Liaodactylus                                                 |
|  |                                                              |

|  | Ctenochasma  |
|  |              |
|  | Liaodactylus |
|  |              |

|  | Gnathosaurinae |
|  |                |
|  | Moganopterinae |
|  |                |

|  | Pterodaustrinii                                              |
|  |                                                              |
|  | \| \| Ctenochasma \| \| \| \| \| \| Liaodactylus \| \| \| \| |
|  |                                                              |
|  | Ctenochasma                                                  |
|  |                                                              |
|  | Liaodactylus                                                 |
|  |                                                              |

|  | Ctenochasma  |
|  |              |
|  | Liaodactylus |
|  |              |

|  | Gnathosaurinae |
|  |                |
|  | Moganopterinae |
|  |                |

|  | Pterodaustrinii                                              |
|  |                                                              |
|  | \| \| Ctenochasma \| \| \| \| \| \| Liaodactylus \| \| \| \| |
|  |                                                              |
|  | Ctenochasma                                                  |
|  |                                                              |
|  | Liaodactylus                                                 |
|  |                                                              |

|  | Ctenochasma  |
|  |              |
|  | Liaodactylus |
|  |              |

|  | Gnathosaurinae |
|  |                |
|  | Moganopterinae |
|  |                |

|  | Pterodaustrinii                                              |
|  |                                                              |
|  | \| \| Ctenochasma \| \| \| \| \| \| Liaodactylus \| \| \| \| |
|  |                                                              |
|  | Ctenochasma                                                  |
|  |                                                              |
|  | Liaodactylus                                                 |
|  |                                                              |

|  | Ctenochasma  |
|  |              |
|  | Liaodactylus |
|  |              |

|  | Gnathosaurinae |
|  |                |
|  | Moganopterinae |
|  |                |

|  | Pterodaustrinii                                              |
|  |                                                              |
|  | \| \| Ctenochasma \| \| \| \| \| \| Liaodactylus \| \| \| \| |
|  |                                                              |
|  | Ctenochasma                                                  |
|  |                                                              |
|  | Liaodactylus                                                 |
|  |                                                              |

|  | Ctenochasma  |
|  |              |
|  | Liaodactylus |
|  |              |

## Paleoecología
Liaodactylus es conocido de la Formación Tiaojishan, la cual junto con la más antigua Formación Haifanggou forman la biota de Yanliao, una diversa asociación de animales del Jurásico bien preservados que contienen al menos 40 especies. Varios otros pterosaurios se han hallado en la biota de Yanliao, incluyendo a los ranforrínquidos Jianchangnathus robustus y Qinglongopterus guoi; los anurognátidos Dendrorhynchoides mutoudengensis y Jeholopterus ninchengensis; el darwinopterano Pterorhynchus wellnhoferi; y los wukongoptéridos Darwinopterus modularis, Wukongopterus lii y posiblemente Archaeoistiodactylus linglongtaensis, entre muchos otros. Liaodactylus representa el primer pterosaurio filtrador de Yanliao. Los dinosaurios de la biota de Yanliao incluyen a los escansoriopterígidos Epidendrosaurus ninchengensis, Epidexipteryx hui y Yi qi; los paravianos Anchiornis huxleyi, Pedopenna daohugouensis y Xiaotingia zhengi.
También hay animales no ornitódiros presentes en la biota de Yanliao. Los mamaliaformes incluyen a Liaotherium gracile, Manchurodon simplicidens, Pseudotribos robustus, Volaticotherium antiquum, Castorocauda lutrasimilis, Docofossor brachydactylus, Arboroharamiya jenkinsi, Megaconus mammaliaformis, Xianshou linglong y X. songae, Shenshou lui, y Juramaia sinensis. Adicionalmente, hay lagartos, incluyendo a "Yabeinosaurus" youngi; un crocodilomorfo sin describir; salamandras, incluyendo a Chunerpeton tianyiensis, Jeholotriton paradoxus, Liaoxitriton daohugouensis y Pangerpeton sinensis; y peces, incluyendo a Liaosteus hongi y a un miembro de los Ptycholepidae.
En términos ambientales, la Formación Tiaojishan representa una zona de bosques con coníferas, cícadas y helechos. Las especies de plantas presentes incluyen a los cola de caballo Neocalamites carcinoides, N. narthosi y Equisetum sp.; los helechos árboreos Coniopteris hymenophyloides y C. margaretae; la cícada Zamites gigas; las enigmáticas gimnospermas Czekanowskia ketova, C. ridiga y Phoenicopsis speciosa; el gingko Sphenobaiera kazachstanica; el ciprés Protaxodioxylon jianchangense; y la conífera indeterminada Xenoxylon peidense. Estos fósiles indican en conjunto un clima frío a templado, húmedo y un clima estacional con una temperatura media bajo los 15 °C. Esto es consistente con una tendencia de enfriamiento global por esa época, pero contrasta con el clima más cálido y seco de la anterior Formación Haifanggou.